# Дэвис, Джордж (политик)
Джордж Дэвис (англ. George Davis; 1 марта 1820, Уилмингтон (Северная Каролина) — 23 февраля 1896, там же) — сенатор Конфедерации от Северной Каролины (1862—1864), генеральный прокурор Конфедерации (1864—1865).

## Биография
Джордж Дэвис родился 1 марта 1820 года, в 1838 году окончил университет Северной Каролины в Чапел-Хилл, в 1839 году принят в коллегию адвокатов. Начал политическую деятельность в рядах партии вигов, не добившись сколько-нибудь значительных успехов. В 1861 году стал делегатом Временного конгресса Конфедерации от Северной Каролины, а с 1862 года представлял свой штат в Сенате Конфедерации.
После отставки Томаса Уоттса обязанности генерального прокурора Конфедерации в период с 1 октября 1863 по 4 января 1864 года временно исполнял Уэйд Киз, а с 4 января 1864 по 23 апреля 1865 года эту должность занимал Джордж Дэвис. Оказавшись последним генеральным прокурором Конфедерации, Дэвис оформил 75 решений относительно конституционности различных правовых актов, в том числе о законности экспортных и импортных контрактов, об ответственности правительства Конфедерации за захваченное имущество и складированные товары.
Поражение в Гражданской войне заставило Дэвиса бежать вместе с правительством в Шарлотт (Северная Каролина), а оттуда он попытался эмигрировать через Флориду, но был схвачен властями США в Ки-Уэст. 2 января 1866 года он был освобождён из заключения и вернулся в родной Уилмингтон. В 1866 году он стал делегатом Филадельфийского конвента, созванного для объединения умеренных республиканцев и демократов. В 1868 году безуспешно боролся в Уилмингтоне против принятия проекта Конституции, подготовленного партией радикалов, но к 1875 году добился внесения в неё поправок. В 1878 году отклонил предложение о занятии должности судьи Верховного суда штата. Умер 23 февраля 1896 года в Уилмингтоне.